# 美國海軍司法學校
美國海軍司法學校（英語：Naval Justice School，簡稱 ）為一所美國海軍的司法教育機構，其主要任務上是指導美國海軍、美国海军陆战队，及美国海岸警卫队官士兵了解軍法的基本原則，和民法、行政法，及其程序等之法律。除了在美國任何州或領地的執業律師外，所有在美國軍法總署的律師必須接受培訓，或在美國海軍司法學校、或則在美國陸軍和美國空軍的同等機構受訓，如此才能作為軍事法庭的審判員或辯護律師。
在1946年美國海軍司法學校創建於怀尼米港，1950年遷到纽波特。它另有諾福克校區及圣迭戈校區。從1990年起，海軍司法學校亦進行協助指導美國公民及外國政府官員在人權法律方面之事務。

## 外部連結
- Naval Justice School （页面存档备份，存于） official webpage. Retrieved 2009-12-05.